# 索菲亞·阿爾貝汀 (埃爾巴赫-埃爾巴赫)
索菲亞·阿爾貝汀（德語：Sophia Albertine，1683年7月30日—1742年9月4日），薩克森-希爾德布格豪森公爵夫人，埃爾巴赫-埃爾巴赫伯爵格奧爾格·路德維希一世的女兒。

## 家庭
1704年，索菲亞·阿爾貝汀與薩克森-希爾德布格豪森公爵恩斯特的長子恩斯特·腓特烈結婚，兩人共有3子2女：
1. 索菲亞·艾瑪莉亞（1705年—1708年），夭折
2. 恩斯特·腓特烈（1707年—1745年）
3. 路德維希·腓特烈（英语：Louis Frederick of Saxe-Hildburghausen）（1710年—1759年）
4. 伊莉莎白·阿爾貝汀（1713年—1761年）
5. 埃曼努爾·腓特烈（1715年—1718年），夭折